# ログバー
株式会社ログバー（英：Logbar Inc.）は日本のベンチャー企業。

## 概要
株式会社ログバーは2013年2月25日に吉田卓郎、山崎貴之を取締役として設立された。関連企業として米国サンフランシスコのLogbar Inc. U.S.Aがある。

## 沿革
- 2013年2月25日 - 設立[1]。
- 2014年10月 - 「Ring」初代モデル発売[4]。
- 2015年4月 - 第2世代モデル「Ring ZERO」発売[4]。
- 2017年6月 - 翻訳端末「ili」の国内法人向けサービスを開始[1][5]。
- 2018年2月 - 翻訳端末「ili」の一般販売開始[6]。
- 2020年12月 - iliの販売終了。
- 2021年3月 - サポート終了。

## 商品
指輪型ウェアラブル端末の「Ring」、翻訳端末の「ili」がある。「Ring」はBluetoothを利用した指を動かして家電の操作などを行う端末であり、TechCrunch主催のベンチャー企業プレゼン大会「TechCrunch Tokyo 2013」で最優秀賞を獲得、米国のクラウドファンディングサイト「Kickstarter」で88万ドル（約9000万円）を調達、2015 CES INNOVATION AWARDSで "HONOREE" に選出されるなど評価されたものの売り上げは低調であり、吉田社長は2018年の『ITmedia ビジネスオンライン』のインタビューで「多機能性が裏目に出てしまった」と語り「ili」ではシンプルさにこだわりを見せている。

### 翻訳端末「ili」
「ili（イリー）」はログバーの開発したウェアラブル翻訳端末。「i」の文字を人に見立てて、利用者がiliを介してつながっているイメージから命名された。開発にあたり資本・業務提携契約をしているフュートレックから音声翻訳の技術提供を受けている。インターネットへの接続が不要であり、翻訳の精度を重視して旅行用に特化されている。長く複雑な文章の翻訳には適さないものの最速0.2秒での翻訳が可能であり、2018年1月時点で日本語、英語、中国語、韓国語の4ヶ国語に対応している。また単語追加機能が搭載されている。
2016年1月、2016 CES INNOVATION AWARDSで "HONOREE" に選出された。同年9月にホノルルで開催された「ハワイ ツーリズム カンファレンス 2016」では日本のハワイ州観光局局長が3日目の講演の最後に本商品を紹介し、同日ログバーは自社サイトでiliがハワイ州観光局の公認商品になったと発表した。
2016年10月から12月に東京メトロが実施したスタートアップ企業との協業プログラム「Tokyo Metro ACCELERATOR 2016」でログバーが東京メトロアクセラレーター賞を獲得し、プログラムの第一弾として2017年3月に東京メトロの2つの駅で「ili」による旅客案内の実証試験が行われた。
同年6月に国内法人向けのサービスを開始した。同年9月、大分県別府市が外国人観光客の消費拡大のため自治体としては初めてiliを導入した。別府市は9月から11月の3カ月間にわたり合計60台をレンタルして市内の公共施設、交通施設、宿泊施設や飲食店に配置する試行プロジェクトを実施した。同年12月6日、元SMAPメンバーの草彅剛をイメージキャラクターに採用したと発表、同日に2018台が一般向けに先行販売され約1時間で完売した。